# تپه حسنک ۳
تپه حسنک ۳ مربوط به دوران پیش از تاریخ ایران باستان است و در شهرستان بهبهان، شرق جاده بهبهان به روستای منصوریه واقع شده و این اثر در تاریخ ۲۰ آذر ۱۳۷۹ با شمارهٔ ثبت ۲۹۱۲ به‌عنوان یکی از آثار ملی ایران به ثبت رسیده است.